# Sonja Ashauer
Sonja Ashauer (ngày 09 tháng 04 năm 1923 – ngày 21 tháng 08 năm 1948) là một nhà vật lý học người Brazin. Bà là người phụ nữ Brazin đầu tiên đạt bằng tiến sĩ trong ngành vật lý học và là người thứ hai nhận được bằng vật lý học ở Brazin.

## Tiểu sử
Sinh ra ở São Paulo, Ashauer là con gái của một kỹ sư người Đức tên là Walter Ashauer và vợ của ông là Herta Graffenbenger. Từ năm 1935 đến năm 1939, bà học trung học ở Gymnasium của thủ đô São Paulo. Với sự ủng hộ của cha mình, sau khi tốt nghiệp trung học, bà tiếp tục theo học vật lý dưới sự hướng dẫn của giáo sư Gleb Wataghin tại trường Đại học São Paulo, tốt nghiệp năm 1942. Bà đã trở thành người phụ nữ thứ hai ở Brazin tốt nghiệp chuyên ngành vật lý, người đầu tiên là Yolande Monteux tốt nghiệp năm 1938.
Vào tháng 1 năm 1948, bà đã trở thành người phụ nữ đầu tiên đến từ Brazil được nhận bằng tiến sĩ vật lý, sau ba năm nghiên cứu tại Đại học Cambridge dưới sự hướng dẫn của người được nhận giải Nobel Paul Dirac. Bà được nhận xét là một sinh viên xuất sắc. Luận án của bà nằm trong những lĩnh vực mới nhất của động lực học lượng tử có tên Các vấn đề trong điện tử và bức xạ điện từ. Tháng ba năm 1948, bà trở về Brazil và được bổ nhiệm làm trợ lý của Wataghin.
Ashauer là người phụ nữ đầu tiên từ Brazil được bầu là thành viên của Hiệp hội Triết học Cambridge.
Một Năm sau đó, sau khi bị cảm lạnh trong một ngày mưa bà đã mắc bệnh viêm phổi. Bà đã được đưa đến bệnh viện nhưng không qua khỏi và mất sáu ngày sau đó vào ngày 21 tháng 8 năm 1948. Nguyên nhân cái chết của bà được nêu trên giấy chứng tử là "viêm phế quản phổi, viêm cơ tim và suy tim".

## Công bố
```
Ashauer, Sonja (1948). 
Problems on Electrons and Electromagnetic Radiation Sonja Ashauer
. University of Cambridge.
```